# Фердинанд I Български
Вижте пояснителната страница за други личности с името Фердинанд.
Фѐрдинанд I, роден като Фердинанд Максимилиан Карл Леополд Мария Сакскобургготски (на немски: Ferdinand Maximilian Karl Leopold Maria von Sachsen-Coburg und Gotha), е княз на България – от 7 юли 1887 до 22 септември 1908 г., когато е обявена Независимостта на България, и цар на България – от 22 септември 1908 до абдикирането му на 3 октомври 1918 година. Той управлява България в продължение на 31 години и по този начин се превръща в най-дълго управлявалия монарх в Третата българска държава.
Той също така е известен като страстен ботаник, ентомолог и филателист.

## Произход и младост
|  |                                                 |  |  |  |  |  |  |  |  |  |  |  |  |
|  | Франц фон Сакс-Кобург-Заалфелд                  |  |  |  |  |  |  |  |  |  |  |  |  |
|  |                                                 |  |  |  |  |  |  |  |  |  |  |  |  |
|  |                                                 |  |  |  |  |  |  |  |  |  |  |  |  |
|  | Фердинанд Георг Август фон Сакс-Кобург-Заалфелд |  |  |  |  |  |  |  |  |  |  |  |  |
|  |                                                 |  |  |  |  |  |  |  |  |  |  |  |  |
|  |                                                 |  |  |  |  |  |  |  |  |  |  |  |  |
|  | Августа Ройс Еберсдорф                          |  |  |  |  |  |  |  |  |  |  |  |  |
|  |                                                 |  |  |  |  |  |  |  |  |  |  |  |  |
|  |                                                 |  |  |  |  |  |  |  |  |  |  |  |  |
|  | Август фон Сакс-Кобург-Гота-Кохари              |  |  |  |  |  |  |  |  |  |  |  |  |
|  |                                                 |  |  |  |  |  |  |  |  |  |  |  |  |
|  |                                                 |  |  |  |  |  |  |  |  |  |  |  |  |
|  | Ференц Йожеф Кохари                             |  |  |  |  |  |  |  |  |  |  |  |  |
|  |                                                 |  |  |  |  |  |  |  |  |  |  |  |  |
|  |                                                 |  |  |  |  |  |  |  |  |  |  |  |  |
|  | Мария-Антония Кохари                            |  |  |  |  |  |  |  |  |  |  |  |  |
|  |                                                 |  |  |  |  |  |  |  |  |  |  |  |  |
|  |                                                 |  |  |  |  |  |  |  |  |  |  |  |  |
|  | Мария Антония фон Валдщайн-Уортенберг           |  |  |  |  |  |  |  |  |  |  |  |  |
|  |                                                 |  |  |  |  |  |  |  |  |  |  |  |  |
|  |                                                 |  |  |  |  |  |  |  |  |  |  |  |  |
|  | Фердинанд                                       |  |  |  |  |  |  |  |  |  |  |  |  |
|  |                                                 |  |  |  |  |  |  |  |  |  |  |  |  |
|  |                                                 |  |  |  |  |  |  |  |  |  |  |  |  |
|  | херцог Луи-Филип II Орлеански                   |  |  |  |  |  |  |  |  |  |  |  |  |
|  |                                                 |  |  |  |  |  |  |  |  |  |  |  |  |
|  |                                                 |  |  |  |  |  |  |  |  |  |  |  |  |
|  | Луи-Филип                                       |  |  |  |  |  |  |  |  |  |  |  |  |
|  |                                                 |  |  |  |  |  |  |  |  |  |  |  |  |
|  |                                                 |  |  |  |  |  |  |  |  |  |  |  |  |
|  | Луиза-Анриет дьо Бурбон                         |  |  |  |  |  |  |  |  |  |  |  |  |
|  |                                                 |  |  |  |  |  |  |  |  |  |  |  |  |
|  |                                                 |  |  |  |  |  |  |  |  |  |  |  |  |
|  | Клементина Бурбон-Орлеанска                     |  |  |  |  |  |  |  |  |  |  |  |  |
|  |                                                 |  |  |  |  |  |  |  |  |  |  |  |  |
|  |                                                 |  |  |  |  |  |  |  |  |  |  |  |  |
|  | Фердинанд IV Неаполитански                      |  |  |  |  |  |  |  |  |  |  |  |  |
|  |                                                 |  |  |  |  |  |  |  |  |  |  |  |  |
|  |                                                 |  |  |  |  |  |  |  |  |  |  |  |  |
|  | Мария-Амалия Бурбон-Неаполитанска               |  |  |  |  |  |  |  |  |  |  |  |  |
|  |                                                 |  |  |  |  |  |  |  |  |  |  |  |  |
|  |                                                 |  |  |  |  |  |  |  |  |  |  |  |  |
|  | Мария-Каролина Австрийска                       |  |  |  |  |  |  |  |  |  |  |  |  |
|  |                                                 |  |  |  |  |  |  |  |  |  |  |  |  |
|  |                                                 |  |  |  |  |  |  |  |  |  |  |  |  |

Фердинанд (в западната литература обикновено Ferdinand von Sachsen-Coburg-Gotha) е роден на 26 февруари 1861 г. в двореца Кобург във Виена.
Син е на австрийския генерал принц Август фон Сакс-Кобург-Гота (1818 – 1881 г.) и на принцеса Клементина Бурбон-Орлеанска (1817 – 1907 г.), дъщеря на последния френски крал Луи-Филип. Август поставя началото на Сакс-Кобург и Гота-Кохари, младши клон на Сакс-Кобург-Готите, който включва в името си това на съпругата му, наследничка на много богатата унгарска аристократична фамилия Кохари, която притежава земите и замъците Чабрад и Ситно в днешна Словакия, както и много други. Семейните имоти били допълнени от богатата френска зестра на принцеса Клементина.
Младият принц Фердинанд прекарва детството си при своите родители във Виена, където баща му е на австрийска военна служба. Често пътуват из Европа – в Швейцария (1864 г.), Англия (1865 г.), Италия (1866 г.), Дания и Швеция (1871 г.), и Франция (1871 – 1872 г.), Османската империя с Цариград (1870 г.), Белгия (1875 г.) и др. Във Виена посещава гимназията „Терезианум“ и училището за кадети, след което достига до лейтенант в Единайсети полк на Австрийските хусари, и старши лейтенант на Honvéd-хусарите в унгарската конница на 1 ноември 1886 г., чин който запазва до избирането му за български княз. Заедно с брат си принц Август през май – август 1879 г. пътуват до джунглата на Амазония в Бразилия. Резултатите от ботаническите им наблюдения са издадени във Виена под заглавие Itinera Principum S. Coburgi (1883 – 1888 г.) в 3 тома. На 26 март 1896 г. е награден с османски орден „Имтияз“ с брилянти.
На 31 май 1902 г. на княз Фердинанд е поверено шефството на руския имперски 54-ти пехотен полк, откогато носи наименованието 54-ти пехотен мински на Негово Кралско Височество Княза на Българите Фердинанд полк, а от 11 април 1909 г. на Негово Величество Царя на Българите Фердинанд полк.

## Начело на България
По време на Българската криза българските пратеници Константин Стоилов, Димитър Греков и Константин Хаджикалчев разговарят във Виена с Фердинанд Сакскобургготски и на 25 юни 1887 г. Третото велико народно събрание го избира за княз на България. Същия ден принцът подава оставка от австро-унгарската армия и уведомява австрийския външен министър, че приема избора.
Фердинанд полага клетва пред Великото народно събрание в Търново на 2 август 1887 г. Франция, Германия и Русия обявяват избора за незаконен. Високата порта не изразява мнение, а Австро-Унгария и Великобритания заемат двусмислена позиция: изборът е законен, но не може да бъде признат без съгласието на Високата порта съгласно Берлинския договор.
На 22 януари 1896 година Фердинанд пренебрегва римския папа Лъв XIII и съпругата си княгиня Мария Луиза и сменя вероизповеданието на престолонаследника Борис като издава манифест за православното му кръщение. Манифестът е прочетен в парламента от министър-председателя Константин Стоилов. Кръщението е извършено на 2 февруари 1896 г. в църквата „Света Неделя“ от българския Екзарх Йосиф I от Цариград и пратеника на руския император граф Александър Голенишчев-Кутузов. С този акт монархът накарва Великите сили да признаят короната му и изважда България от международната изолация. През следващите 5 дни всички държави, подписали Берлинския договор от 1878 г., признават официално Фердинанд за княз на България. Папата изпълнява заканата си и отлъчва Фердинанд от католическата църква.
На 22 септември 1908 г. заедно с провъзгласяване на независимостта на България в църквата „Свети 40 мъченици“ Фердинанд I е обявен за „цар на българите“, с което се възстановява титлата на българските монарси от Първото и Второто царство.
През 1909 – 1912 г. се стреми да бъде в добри отношения с Руско-френския съюз; търси доброжелателството и на Великобритания, Австро-Унгария, Италия. На 15 юли 1910 г. по време на посещение в Белгия цар Фердинанд става първият монарх, летял със самолет.
След избухването на Първата световна война през юли 1914 г. под влияние на Фердинанд I българската външна политика се ориентира към Централните сили – Австро-германския блок, към който България се присъединява официално на 6 септември 1915 г. Въпреки военните успехи на фронта – разгрома на Сърбия (ноември – декември 1915), победата над Румъния (септември – октомври 1916) и над Русия (3-и март 1918 г., дата специално избрана от Фердинанд за подписването на Брест-Литовския мирен договор), България претърпява национална катастрофа в края на Първата световна война. Скоро след пробива при Добро поле в Южна Македония, Солунското примирие и капитулацията на България на 30 септември, принуден от обстоятелствата, цар Фердинанд абдикира на 3 октомври 1918 г. в полза на сина си – княз Борис Търновски (цар Борис III), и напуска страната.
Българската историография разглежда цар Фердинанд като противоречива личност. От една страна се изтъкват заслугите му за утвърждаването и издигането на Третата българска държава, както и за нейната независимост. От друга страна Фердинанд носи трудно оспорима вина за катастрофалното по своите последици участие на България в Междусъюзническата и Първата световна война, които костват на страната стотици хиляди жертви и тежки териториални и финансови загуби.

## Живот в изгнание
След като не е допуснат от братовчед си – австрийския император Карл I – да остане в именията си в Западна Унгария (днес Бургенланд, Австрия), цар Фердинанд I се отправя към град Кобург в Германия, където живее от 7 октомври 1918 г. до смъртта си. След войната известно време получава пенсия от германското правителство. През 20-те години на ХХ век предприема продължителни научноизследователски пътувания из Южна Америка, където е тържествено приет в Бразилия, Аржентина и Уругвай (декември 1927 – април 1928 г.), както и в Източна Африка и Египет. Участва на международни научни конгреси по ботаника и орнитология.
През 30-те и 40-те години на ХХ век цар Фердинанд често отсяда в семейните си владения – замъка „Свети Антон“ край Банска Щявница, Чехословакия. Там живее от 1941 и го напуска окончателно през късната есен на 1944 г. с напредването на Червената армия към Прага. Капелани на царя в изгнание са българите отец Иван Романов до 1941 г., когато е избран за епископ на Софийско-пловдивския викариат, и отец Йосиф Търновалийски от 1941 до 1946 г.
Старият цар никога не е допуснат да посети отново България, въпреки многократните му настоявания, особено през 1937 г. при раждането на внука му – престолонаследника княз Симеон Търновски.

## Смърт
Умира на 87 години в дома си в центъра на Кобург на 10 септември 1948 г., надживял смъртта на двамата си синове и края на династията в България. На смъртния одър пита адютанта си генерал Петър Ганчев: „Кога заминаваме за България?". Според генерал Ганчев, последната воля на цар Фердинанд е да бъде погребан някога в „любимата му България“, но според словашки източници, той е оставил собственоръчно написано волеизявление да бъде погребан в Словакия, родината на третата му съпруга Алжбета Брезакова. Ковчегът му е временно положен в криптата на католическата църква „Св. Августин“ в Кобург, пред саркофазите на майка му и баща му. 
На 27 май 2024 се провежда тържествена служба в църквата „Свети Августин“ в град Кобург по изпращането на тленните останки на цар Фердинанд. На церемонията присъства главата на фамилията Сакс-Кобург и Гота принц Андреас, посланикът на България в Германия Григор Порожанов, а слово произнася кмета на град Кобург Доминик Зауертайг. 
На 29 май 2024 тленните останки на цар Фердинанд са пренесени от Нюрнберг до София със самолет на Военновъздушни сили. На летище София ковчега е посрещнат с гвардейски отряд, православен и католически свещеници. Траурно шествие се провежда от официалния вход на парк Врана до двореца като на входа на двореца тленните останки са посрещнати от цар Симеон II под звуците на Шуми Марица. Западно- и Средноевропейският митрополит Антоний отслужва кратък заупокой по Православен обряд а Апостолическия нунций в България, архиепископ Лучано Суриани по Католически обряд. В същия ден тленните останки са поставени в централното фоайе на двореца обкръжени от гвардейци докато хора отдават последна почит. Сред гостите дошли да отдадат почит са президента Росен Плевнелиев и председателите на Народното Събрание Огнян Герджиков и Росен Желязков. На 30 май 2024 цар Фердинанд I е погребан в криптата на двореца Врана.

## Семейство и личен живот
Жени се 3 пъти. Първият му брак на 8 април 1893 г. във вила Пианоре край Виареджо, Италия, е с италианската принцеса Мария-Луиза Бурбон-Пармска, от която има 4 деца:
- цар Борис III (1894 – 1943 г.);
- княз Кирил Преславски (1895 – 1945 г.);
- княгиня Евдокия (1898 – 1985 г.);
- княгиня Надежда (1899 – 1958 г.).

Княгиня Мария-Луиза умира вследствие на усложнения след раждането на Надежда.
Вторият брак на Фердинанд на 28 февруари 1908 г. в гр. Кобург, Германия, е с германската принцеса Елеонора фон Ройс-Кьостриц (1860 – 1917), от която няма деца.
Третият му брак е за Алжбета (или Елжбета) Брезакова на 12 август 1947 г. в Бамберг. Брезакова е словашката му камериерка, служила при него в Кобург и Словакия.
Фердинанд е бисексуален, но според съвременници интересът му към женския пол е преобладаващ. В книгата на Добри Ганчев „Спомени за княжеското време“ се споменава за авантюрите на Фердинанд с Дечко Бойчев, адютант на Мария Луиза, както и с немеца Фанищел, ординарец на Фердинанд.
Фердинанд се интересува през целия си живот от орнитология и ботаника. Също така той е любител филателист, както и страстен ловец, любител на локомотиви и автомобили (един от автомобилите на Фердинанд е една от главните атракции в музея, посветен на историята на София, който отвори през 2014 г.). Многобройни са приносите му и откритията в орнитологията и ботаниката. Заради тях Фердинанд е бил избран за член на многобройни научни дружества в Европа, както и почетен член на Германското Орнитоложко дружество.
По време на посещенията си в Русия той винаги посещава магазина на фирма „Фаберже“ и прави покупки за доста големи суми.

## Награди и отличия
През живота си Фердинанд получава различни високи отличия. Притежава поне 120 висши чуждестранни ордени и награди.

### Български
- Велик майстор на ордена „Св. св. Равноапостоли Кирил и Методий“, България (1909 – 1918 г.)
- Велик майстор и кавалер на орден „За храброст“ I степен, България
- Велик майстор на ордена „Свети Александър (орден)“ (1887 – 1918 г.)
- Велик майстор на ордена „За гражданска заслуга“ (1891 – 1918 г.)
- Велик майстор на ордена „За военна заслуга“ (1900 – 1918 г.)

### Чуждестранни
- Османски орден „Имтияз“ с брилянти (26 март 1896 г.)
- Кавалер на „Велик орден на Златното руно“, Австро-Унгария (1911 г.)
- Кавалер на „Висш рицарски орден на Святото Благовещение“ (Ordine Supremo della Santissima Annunziata), Италия (1897 г.)
- „Висш орден на Черния Орел“ (Hoher Orden vom Schwarzen Adler), Прусия, Германия
- „Железен кръст“ за храброст, I степен, Германия
- Кавалер на ордена „Pour le Mérite“ с дъбови листа (mit Eichenlaub), Прусия, Германия (1916 г.)
- Велик офицер на ордена на „Почетния легион“ (Ordre national de la Légion d'honneur), Франция (1905? г.)
- Кавалер на ордена „Свети Апостол Андрей Първозвани“, Русия (1898 г.)
- Кавалер на ордена „Свети Станислав“, I степен, Русия
- Кавалер на ордена „Света Анна“, I степен, Русия
- Кавалер на ордена на Белия Орел, Русия (преди 1902 г.)
- Кавалер на „Свети Александър Невски“, Русия (1910 г.)
- Кавалер на ордена за военни заслуги Militärverdienstkreuz, 1-ви клас с мечове, Австро-Унгария (1 ноември 1915 г.)
- Кавалер на Големия кръст на „ордена на Свети Стефан Унгарски“, Австро-Унгария (1899 и 1908 г.)
- Кавалер на Големия кръст на Военния орден „Мария Терезия“, Австро-Унгария (1917 г.)
- Кавалер на Големия кръст на Военния орден на Макс Йозеф (Militär-Max-Joseph-Orden), Бавария, Германия
- Кавалер на Светия военен Константинов орден „Свети Георги“ (Sacro Militare Ordine Costantiniano di San Giorgio), Парма, Италия (1893 г.)
- Най-висш османски орден „Nishan-i-Ali-Imtiaz“, Османска империя (1910 и 1915 г.)
- Кавалер на кралския орден на Серафимите (Kungliga Serafimerorden), Швеция (28 юни 1937 г.)
- Кавалер на Големия кръст на ордена „Прибина“ (Pribina‒Orden), Словакия (13 март 1941 г.)

ДРУГИ:
- През 1928 г. цар Фердинанд I е обявен за почетен гражданин на Байройт.[17]
- През 1941 г. цар Фердинанд I е обявен за почетен гражданин на Кобург.